# Orlandov stup
Orlandov stup je najstarija sačuvana javna skulptura u Dubrovniku. Dugo je bio i jedini svjetovni spomenik posvećen nekoj ličnosti u tom gradu. Takav stup je karakterističan za Njemačku, a izvan nje postoje samo četiri takva spomenika uključujući  ovaj.
Načinjen je od kamena i prikazuje srednjovjekovnog viteza s prema gore ispruženim mačem. Dubrovački povjesničari povezivali su podizanje Orlandova stupa s legendom o junaku Rolandu, koji je pomogao gradu u borbi protiv Saracena u 8. stoljeću. Vjerojatnija je teorija da je postavljen za vrijeme boravka cara Žigmunda Luksemburškoga u Dubrovniku, nakon poraza u bitki kod Nikopolja 1396. godine. Novi stup je podignut 1418. godine, a isklesao ga je talijanski gotički kipar Bonino da Milano, dok neki vjeruju da ga je za njega isklesao domaći majstor, Antun Dubrovčanin.
Iznad stupa vijorila se dubrovačka zastava koja je isticala neovisnost Republike. Glasnici su kraj stupa objavljivali odredbe i važne obavijesti, a tu su se i izvršavale kazne koje su u kaznenom sustavu Republike katkad bile surove. Za stup su se, naime, vezali okrivljenici, ostajući u tom položaju po nekoliko sati, izloženi javnoj poruzi, ili su pak bili bičevani, rezane su im uši, nosevi, utiskivani biljezi u lice. O čemu govori 1440. godine i Filip de Diversis u Opisu slavnoga grada Dubrovnika.
Mjera za dužinu, dubrovački lakat, mjerio se prema dužini vitezove podlaktice, što iznosi 51,2 cm. Prvotno je Orlando bio okrenut prema istoku, no položaj mu je često mijenjan. Oluja je srušila Orlandov stup 6. siječnja 1825. godine te je smješten u Knežev dvor. Tada su Dubrovnikom vladali Austrijanci koji su odugovlačili s popravkom pa je stup popravljen tek 50 godina kasnije. Vraćen je na trg tek 1878. i tada je okrenut prema sjevernoj strani. Pošto se na Orlandovom stupu često vijori zastava na visokom jarbolu u koji udara vjetar, konstantno se pojavljuju pukotine. Na Orlandovom su stupu pukotine sve veće, a propada i kameno postolje. Međutim, iako većina smatra kako treba napraviti repliku, a original skloniti s mjesta na kojemu na njega utječu atmosferske prilike, ne slažu se baš svi s tom idejom. Ne samo da ga često oštećuju prirodne nepogode, već i ljudi. Znali su mu iskriviti mač, pa onaj koji se sad nalazi na stupu nije originalni nego replika. U rezervi uvijek postoji jedan zamjenski, kako bi se mogao zamijeniti isti dan kada vandali oskrvnu spomenik.
Danas se uz ceremonijalnu priredbu pred Orlandom i podizanjem zastave Libertas (sloboda) na njegovu stupu svake godine otvara Dubrovačke ljetne igre.

## Zanimljivosti
U sklopu obilježavanja Orlandove godine Hrvatska pošta izdala je prigodnu dopisnicu.

## Poveznice
- Bremenski Roland